# 가사현

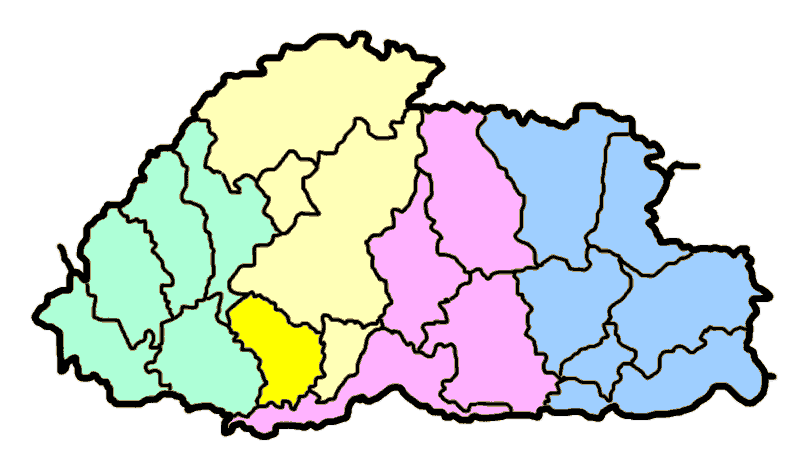
다가나 현의 위치

가사현(종카어: མགར་ས་རྫོང་ཁག་)은 부탄을 구성하는 20개 현(종카그) 가운데 하나로, 부탄 최북단에 위치하고 있고 히말라야산맥 중부 지대와 고지대에 둘러싸여 있다. 현청 소재지는 가사이며 면적은 4,089km2, 인구는 3,116명(2005년 기준)이다. 4개 게워그(곤카마, 곤카토, 라야, 루나나)를 관할한다.

## 같이 보기
- 종카그